# Soucoupe

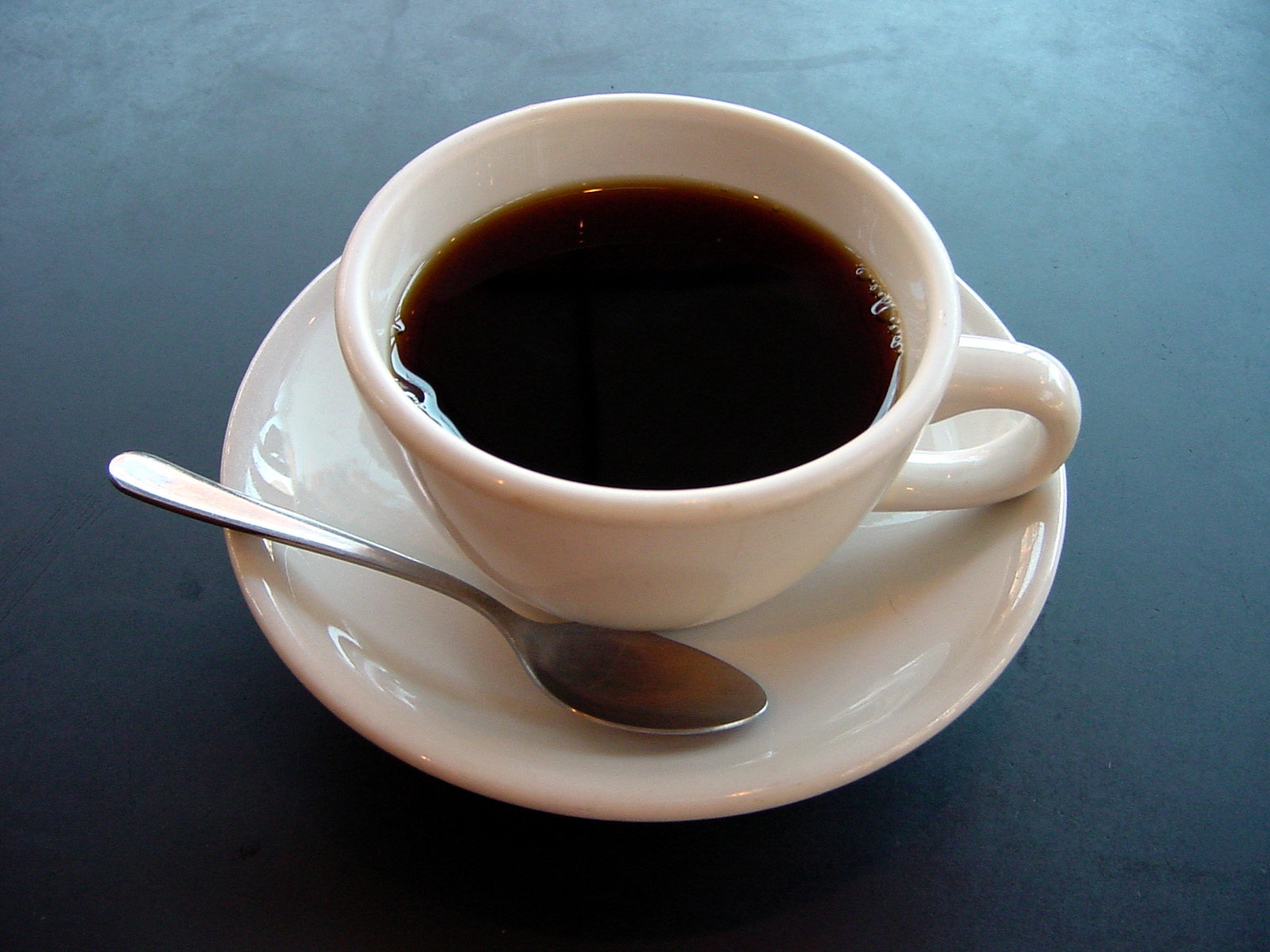
Une soucoupe supportant une tasse et une cuillère.

La soucoupe (du français sous - coupe) ou sous-tasse, est un élément de la vaisselle ayant l’aspect d’une petite assiette et servant le plus souvent de base à une tasse. Elle permet de recueillir les gouttes qui pourraient couler de la tasse, de poser la cuillère à café, les morceaux de sucre et toute friandise consommée avec la boisson. Elle protège également l’endroit où elle est posée de la chaleur de la tasse.
Elle sert également de récipient pour présenter une petite quantité de produit.
Elles peuvent être vendues séparément, avec une tasse assortie, ou dans un service à café ou à thé.
Par association d’idée sur la forme, on appelle parfois soucoupe volante un objet volant non identifié. 
Le terme est également utilisé pour désigner une espèce d'escargots, la Soucoupe commune (Helicigona lapicida).

## La soucoupe comme récipient
En Russie, la tasse et la soucoupe se diffusent pendant la seconde moitié du dix-huitième siècle : vendues séparément, elles sont précieuses et décorées.
Les classes moyennes russes s’inspirent de la pratique noble et utilisent une soucoupe et un verre ou une tasse, en fonction de leurs revenus. Ils versent le thé dans le verre, puis boivent dans la soucoupe. Cet usage pourrait venir de France, car il est critiqué en 1808 par Alexandre Balthazar Laurent Grimod de La Reynière, qui écrit dans son Manuel des amphitryons : « l’usage veut que [le convive] le boive dans la tasse même, et que, telle brûlante que soit cette liqueur, il ne lui est pas permis de la verser dans la soucoupe. Ce seroit manquer de savoir-vivre. » Les classes populaires françaises sont donc les premières à boire le thé dans une soucoupe pour le faire refroidir plus vite : les précepteurs français embauchés par les familles russes de province ont enseigné cette habitude comme une règle de savoir-vivre, et on parle de boire le thé « à la mode des marchands » pour désigner la consommation de thé dans une soucoupe.

## Galerie

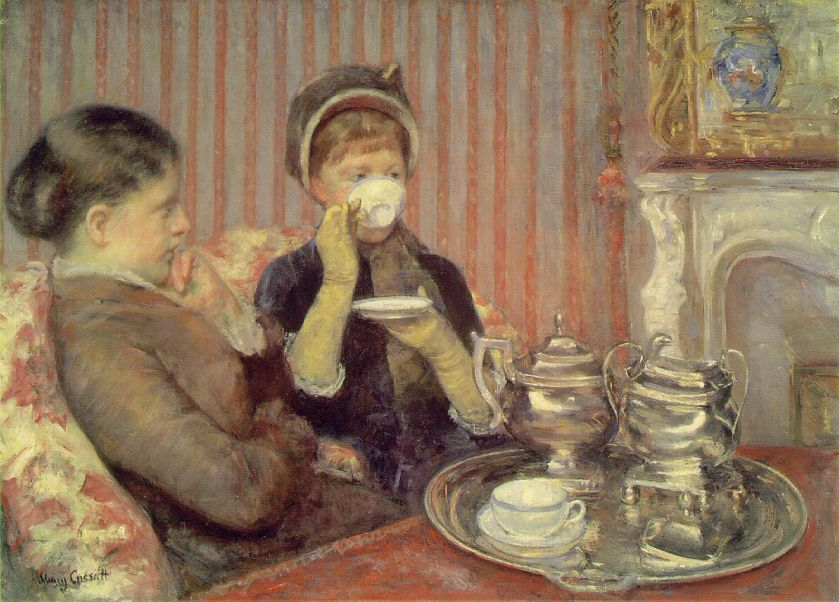
Femmes prenant le thé (peinture Tea de Mary Cassatt).
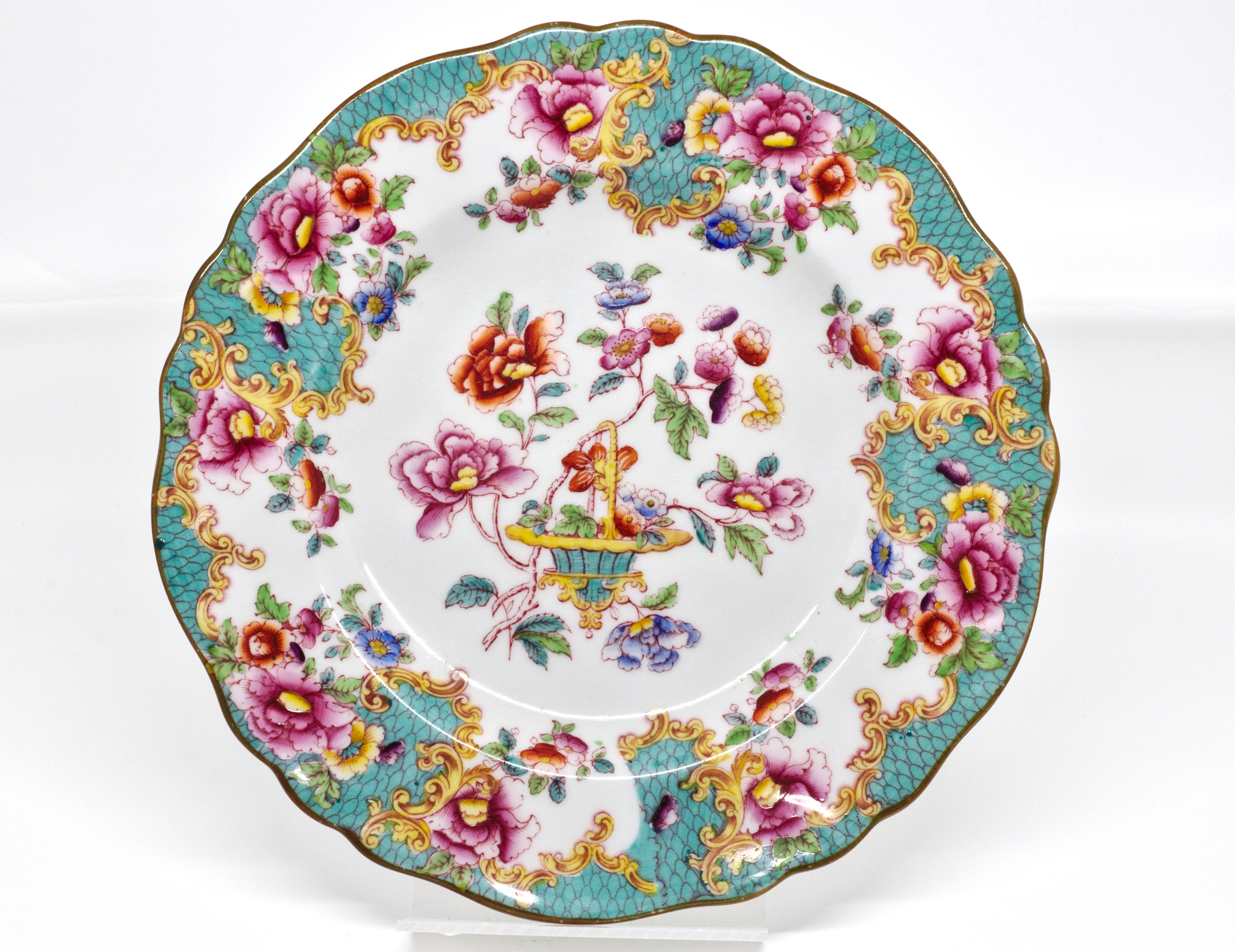
Sous-tasse en faïence de madame Desmette, conservée à la maison Losseau.
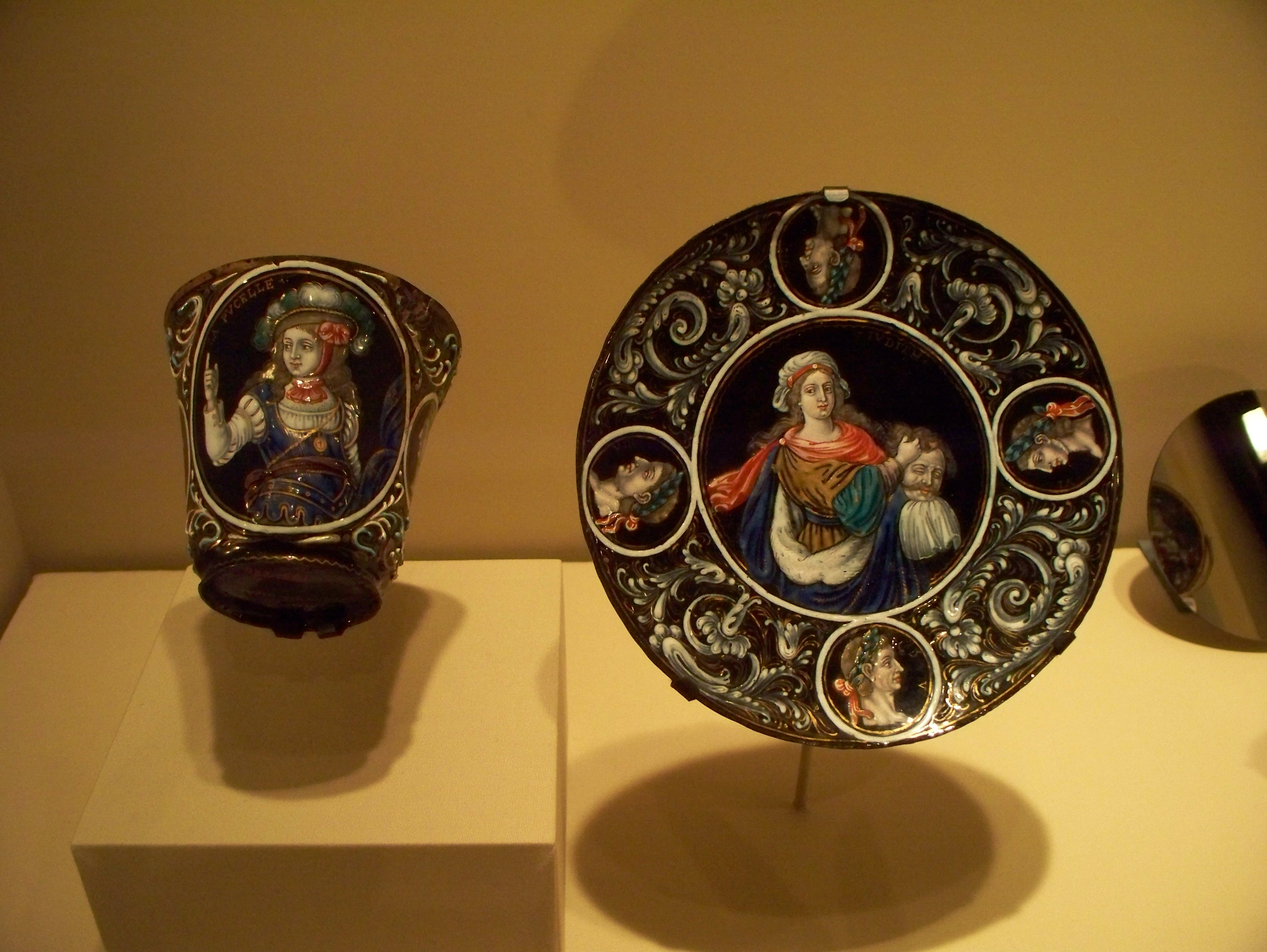
Tasse et soucoupe anciennes, mi-XVIIe siècle.
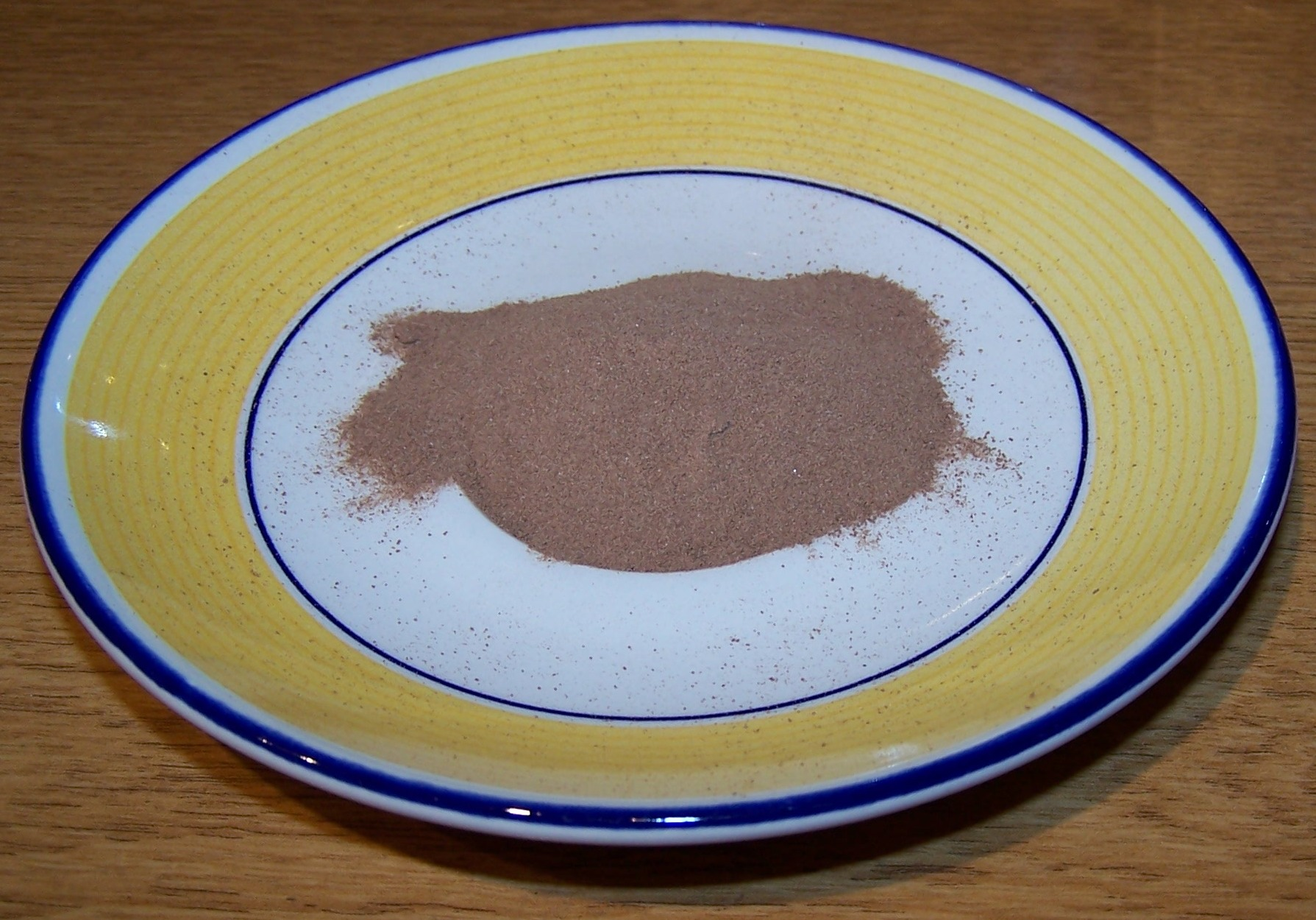
Soucoupe recevant du chocolat en poudre.
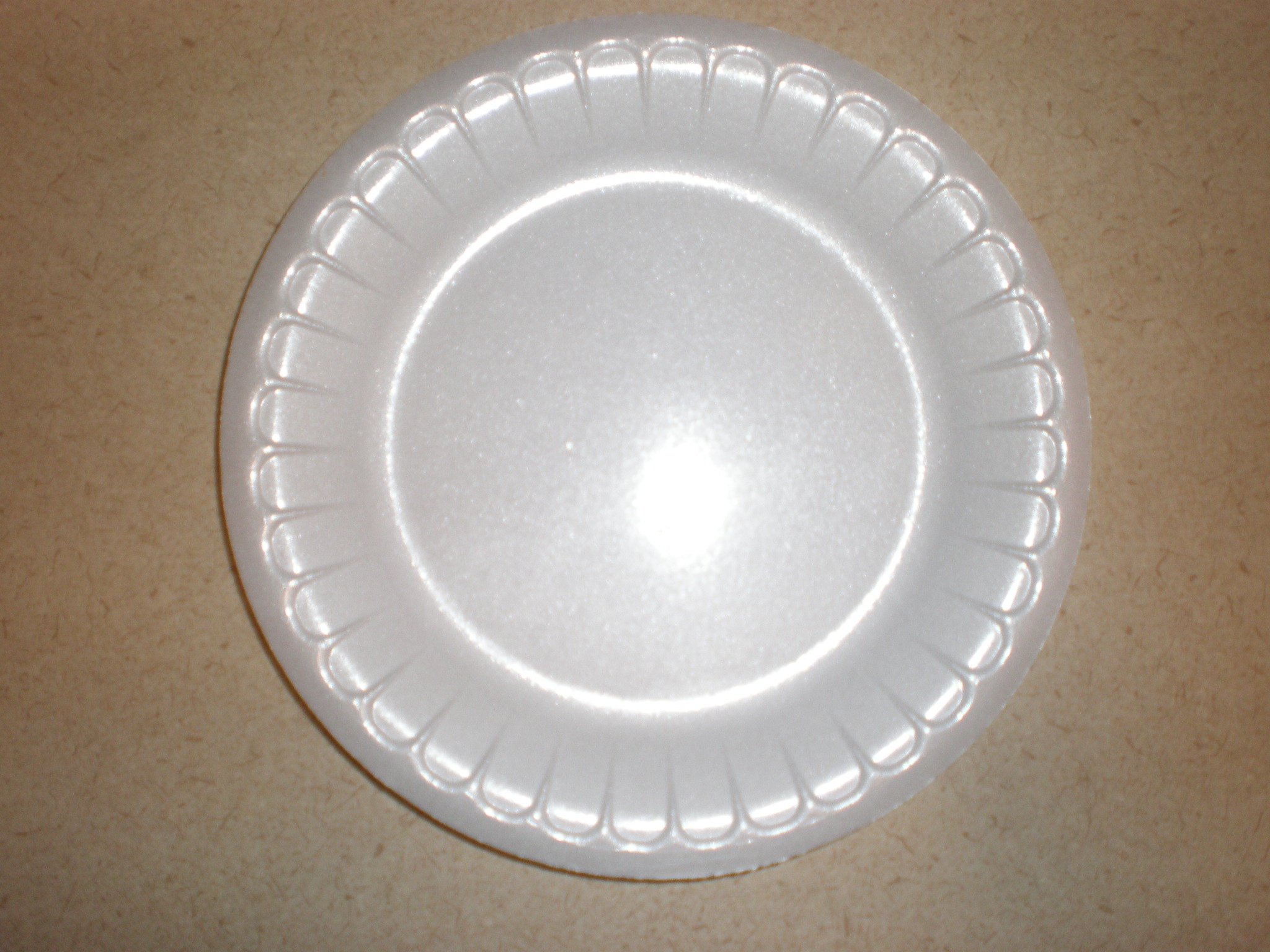
Soucoupe jetable en polystyrène extrudé.